# アルバニア地震
アルバニア地震(Albania earthquake)は、2019年11月26日にアルバニアで発生した地震である。震源の深さは約20 kmであった。
モーメント・マグニチュードは6.4で、これはアルバニアの過去40年の地震では最も強いものだった。主にアルバニア首都のティラナの他、ベオグラードやターラント、370 km北方の所まで揺れが起こった。この地震で51人が死亡し、3000人以上が負傷した。
この地震は、2019年に発生した地震の中で、最も多くの死者を出した地震である。

## 地震構造
アルバニアは、ユーラシアプレートとアドリア海プレートの境界の断層が横切っており、一部アフリカプレートが存在している。このように、アルバニア西部には多くの活発なテクトニクスが存在する。この地域は地震活動が活発で、ここ100年で、複数のマグニチュード6以上の地震が発生している。この地域の、最近の地震で最も強かったものは2019年の9月21日にマグニチュード5.6の地震である。これはこの地域の過去30年間で最も強い地震だったが、約500時間後にその記録は破られた。

## 地震
この地震はAdvanced National Seismic System（ANSS）の記録によるとマグニチュード6.4である。観測された発震機構は、この地域にある衝上断層と平行しており、NW-SEの逆断層と一致している。メルカリ震度階級（MMI）での最大の震度階級はVIII（極めて強い）であった。

### 余震
12月1日現在では、1300回もの余震があり、M5.0超の余震は4回、M4〜5.0の余震は21回観測されている。最も強い余震は本震の4時間後に起こった、M5.4の地震である。この地震のメルカリ震度階級はVII（とても強い）。